# コミュニティ・スクール
コミュニティ・スクール（英: Community School）は、保護者や地域のニーズを反映させるために、地域住民が学校運営に参画できるようにする仕組や考え方を有する形態の学校のことである。1930年代のアメリカでは恐慌以後に社会改造の一環として誕生し、日本では、戦後直後に、カリキュラム改革の一環として地域社会学校（ちいきしゃかいがっこう）という名称で、各地で試みられたが、その後下火になっていった。
現在では学校運営協議会を置く学校をコミュニティ・スクールまたは地域運営学校（ちいきうんえいがっこう）と称している。学校運営協議会は、(1)学校運営に関して、教育委員会や校長に意見を述べること、(2)校長の作成した方針等を承認すること、(3)当該校の教職員の任用に関して意見を述べることなどの権限が与えられ、学校評議員よりも強い権限を持つ。
学校運営協議会は各学校に設置され、その指定は学校を管理する教育委員会が行うものとされる。法的根拠は、地方教育行政の組織及び運営に関する法律。同法一部改正により、2017年4月から、教育委員会にコミュニティ・スクール導入が努力義務化された。
2017年4月現在、コミュニティ・スクール指定校は全国3,600校までに増えた。

## 概要
コミュニティ・スクールにおいては、学校に、学校運営協議会や学校評議会（school council）、学校理事会（school governing body）などの組織をおき、この組織が、学校の運営、管理、改革などにつき審議、提言、実施を推進していく。その名称や権限の在り方は、国や時代によって異なる。学校評議会等は、保護者代表、地域住民代表、学識経験者、教員代表、校長（日本では教員や校長の委員選出は任意)などから構成される。諸外国の例には、学校評議会等が学校改革の計画、予算、時間割編成、教育方針、校舎の改築などについての議決権をもつ例や校長を解雇したり、雇ったりする権限も持つ例がある。アメリカ合衆国、ブラジル連邦共和国などでは、既に地域住民による学校運営の実績がある。
日本では、慶應義塾大学の金子郁容(*)と鈴木寛・元文部科学副大臣(当時、慶應義塾大学助教授)が提案。
(*)慶應義塾大学大学院政策・メディア研究科教授／同大学院研究科委員長

## 日本のコミュニティ・スクール
近年、三鷹市、岡山市、福島県大玉村など小中一貫教育を採り入れたコミュニティ・スクールの取組が普及しつつある。
コミュニティ・スクールは、2000年の教育改革国民会議の提案を受けて、2002年度に「新しいタイプの学校運営のあり方」に関する研究指定校とされた全国7地域9校で実践研究が始められた。アメリカのチャータースクールを模したものとして捉えられがちだが、研究指定校の一つである足立区立五反野小学校ではイギリスの学校理事会制度をモデルにしていた。日本国外でのやり方がどこまで取り込まれるかは未知数であるといわれるものの、保護者や地域住民などの多方面の代表が参加する運営は、学童クラブの運営などで実際にすでに見られることであるが、日本国内の学校教育においては新しい仕組みだと言える。
日本の学校制度では、学校教育法によって、学校の設置者が学校を管理をすることになっており、コミュニティ・スクールの設置については、学校の設置者が、その学校を管理する上で必要とされる範囲内で行われる。
2004年の地方教育行政の組織及び運営に関する法律の改正により、学校を管理する教育委員会の判断によって、公立学校に学校運営に関して協議する機関として、学校運営協議会を個別におくことが可能になった。日本では、この学校運営協議会がおかれた公立学校を指して、「コミュニティ・スクール」や「地域運営学校」と呼称されることが多い。この法律が適用されたコミュニティ・スクールとして日本ではじめて指定されたのは、元ベネッセコーポレーションの三原徹が当時校長の足立区立五反野小学校である。五反野小の学校理事会がコミュニティ・スクールの原型を築いたといえるが、その後、五反野小モデルは続かず、京都市立御所南小学校や三鷹市立第四小学校のように、学校支援活動と連動したタイプが普及することとなった。そうした流れに抗しきれず、五反野小学校も2011年度には学校理事会を廃して、学校支援活動を含めた開かれた学校づくり協議会型コミュニティ・スクールとして一新した。なお、五反野小学校は統廃合により、2013年4月から足立小学校になり、コミュニティ・スクールの指定を廃止した。その際、五反野小学校の学校運営協議会関係者から猛反対があったものの、区教委はその声に耳を貸さずに、指定の廃止に踏み切った。
文部科学省は、2012年7月に、学校運営の改善の在り方等に関する調査研究協力者会議報告書「子どもの豊かな学びを創造し、地域の絆をつなぐ〜地域とともにある学校づくりの推進方策〜」の中で「今後5年間で、コミュニティ・スクールの数を全公立小中学校の1割に拡大」するという数値目標を受けて、コミュニティ・スクールの推進に努めている。2012年3月には、そのための審議機関として、コミュニティ・スクール企画委員会を新設し、コミュニティ・スクールの普及を図っている。
2011年2月には、民間組織として、コミュニティ・スクールを指定した全国の教育委員会教育長などからなる全国コミュニティ・スクール連絡協議会が発足し、三鷹市の貝ノ瀬滋教育長が会長に就任した。
そして、2015年3月4日に、教育再生実行会議がすべての公立小中学校に学校運営協議会を設置し、コミュニティ・スクールの普及を図るよう提言したところである。同年4月現在の学校運営協議会設置校（コミュニティ・スクール）は日本全国で2,389校となっている。
2017年3月27日には地方教育行政の組織及び運営に関する法律の一部改正によって教育委員会がコミュニティ・スクールを導入することが努力義務とされた(同年4月1日施行)。2017年には3,600校になった。
なお、不登校の児童生徒を対象にした民間教育機関の中には、コミュニティ・スクールと称する例もある。これはアメリカの例の影響による。

### 例
- 三重県立紀南高等学校[2]
- 南さつま市立坊津学園
- 松阪市立第四小学校[1]
- 岡山市立三門小学校

## 備考
1. interlangのenのCommunity Schoolは、アイルランドで中等教育の学校の呼称に「コミュニティ・スクール」という表現があるというのを指摘しているもので、この記事でいうものとは別物である。
2. コミュニティ・カレッジというのは、成人教育のための学校で、こどもを主な対象とする学校とはかなり違うものである。
3. 河合塾が、「河合塾コミュニティスクール」という小規模で地域密着型の進学教室を運営している。こちらは、「コミュニティ」と「スクール」の間に中黒が入っていない。